# Lena-Bergstena distrikt
Lena-Bergstena distrikt är ett distrikt i Vårgårda kommun och Västra Götalands län. 
Distriktet ligger väster om Vårgårda. 

## Tidigare administrativ tillhörighet
Distriktet inrättades 2016 och utgörs av socknarna Lena och Bergstena i Vårgårda kommun.
Området motsvarar den omfattning Lena-Bergstena församling hade 1999/2000 och fick 1992 när socknarnas församlingar slogs samman.